# .se
.se jest to internetowy kod domeny najwyższego rzędu dla Szwecji. Operatorem jest NIC-SE, ale domeny mogą być rejestrowane wyłącznie przez jednego z zatwierdzonych rejestratorów. Pierwsza wpłata przechodzi dla rejestratora, resztę otrzymuje NIC-SE. Niemożliwe jest zapłacenie za więcej niż rok.
Aż do kwietnia 2003, rejestracją domen rządziły bardzo restrykcyjne reguły. Jedynie zarejestrowane na całym obszarze Szwecji przedsiębiorstwa mogły rejestrować domeny i musiały one być zgodne z nazwą. Nie można było zarejestrować nazwy pojedynczego produktu, nawet gdy był to zarejestrowany znak towarowy. Osoby prywatne mogły zarejestrować jedną (i tylko jedną) domenę trzeciego rzędu, z sufiksem .pp.se (pp jest skrótem od "private person" ang. "osoba prywatna"). Przedsiębiorstwa zarejestrowane lokalnie w pojedynczym Län (jednostka administracyjna Szwecji) mogły rejestrować tylko domeny z sufiksem literowym oznaczającym pojedynczy okręg. Ta sytuacja spowodowała, że w Szwecji popularne stały się alternatywne domeny najwyższego rzędu, głównie .nu (słowo to znaczy w języku szwedzkim "teraz"). 